# Punta Rubia
Punta Rubia, también conocida como Punta Rubia de La Pedrera, es una localidad balnearia del departamento de Rocha, Uruguay.

## Ubicación
El balneario se encuentra situado en la zona sureste del departamento de Rocha, sobre las costas del océano Atlántico, al noreste de La Paloma. Se accede desde el km 230 de la ruta 10. Limita al suroeste con el balneario La Pedrera, y al noreste con el balneario Santa Isabel de la Pedrera.

## Característica
La zona comprendida entre La Paloma y Cabo Polonio, donde se ubica Punta Rubia fue fraccionada en la década de 1940. Su crecimiento se ha visto acelerado luego de la década de 1990.

## Población
Según el censo de 2011 la localidad contaba con una población de 94 habitantes. Esta población incluye a la del balneario Santa Isabel de la Pedrera.
| 94            |
| (Fuente: INE) |

## Sitios de interés
Además de sus playas, el balneario se destaca por las formaciones conocidas como Cárcavas de Punta Rubia, son socavones producidos en rocas y suelos, pertenecen a la formación Chuy, y muestran pronunciados barrancos y sectores muy erosionados. Se trata de una zona conformada hace 140.000 años que alberga fósiles, vértebras de gliptodonte y diferentes elementos empleados por los indígenas que habitaron la costa.